# Zuma (genre)
Pour les articles homonymes, voir Zuma.
Genre
Zuma est un genre d'opilions laniatores de la famille des Paranonychidae.

## Distribution
Les espèces de ce genre sont endémiques de Californie aux États-Unis.

## Liste des espèces
Selon World Catalogue of Opiliones (20/05/2021) :
- Zuma acuta Goodnight & Goodnight, 1942
- Zuma tioga Briggs, 1971

## Publication originale
- Goodnight & Goodnight, 1942 : « New Phalangodidae (Phalangida) from the United States. » American Museum Novitates, no 1188, p. 1–18 (texte intégral).